# Geórgios Bonános
Geórgios Bonános (grec moderne : Γεώργιος Μπονάνος) est un sculpteur grec, né en 1863 et mort en 1939.
Né à Lixouri (anciennement Vouni), en Céphalonie, il étudie à l'École des Beaux - Arts d' Athènes. Leonidas Drosis est son professeur. Puis il part étudier à Rome.
Au cours de sa carrière, il réalise plusieurs statues et bustes, exposés dans toute la Grèce.
Il meurt en 1940 à Athènes.

## Galerie

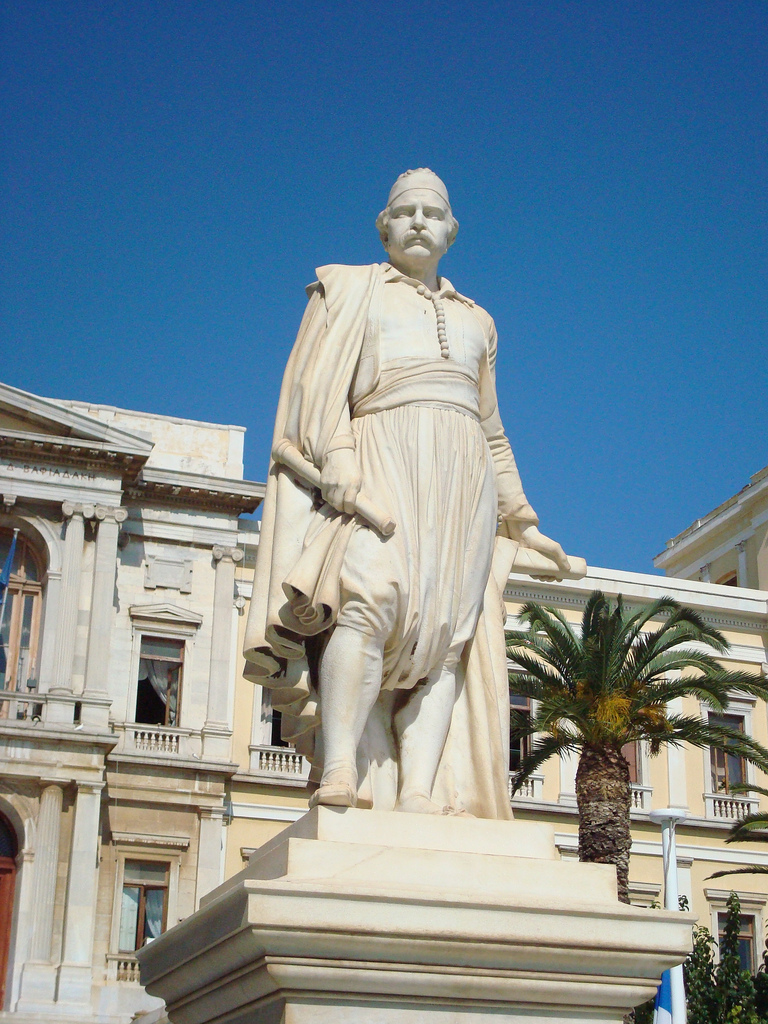
Statue d'Andreas Miaoulis
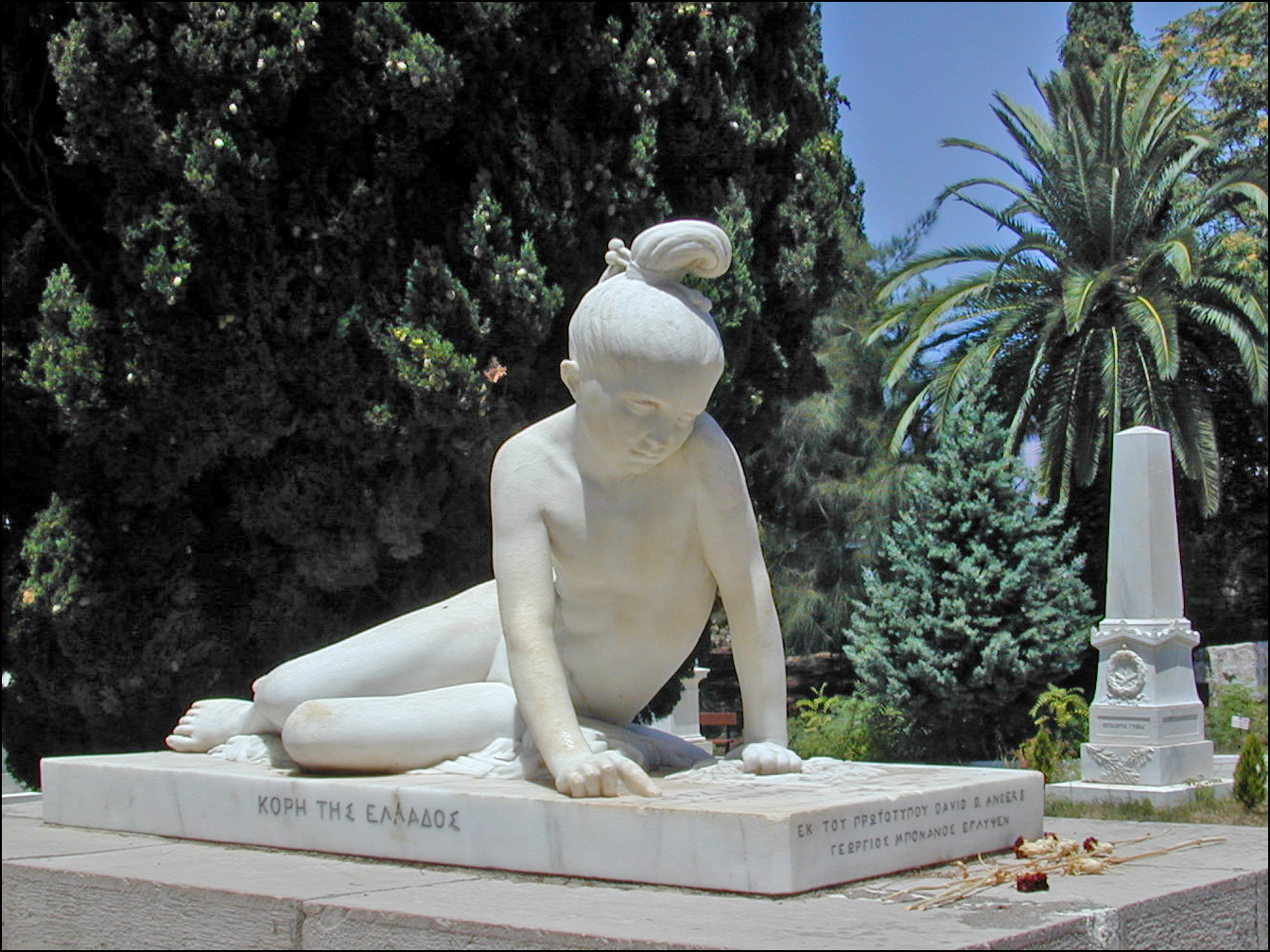
Réplique grecque de la sculpture de David d'Angers
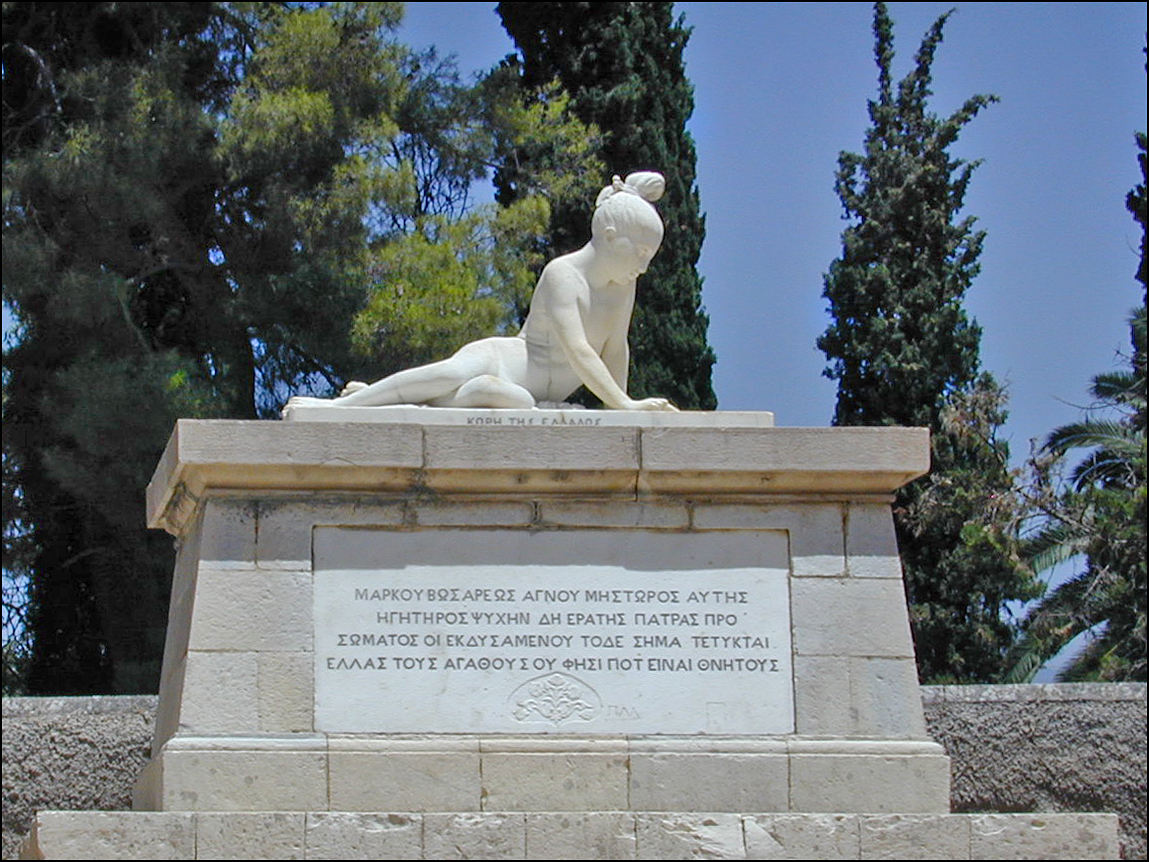
Jeune grecque (selon David d'Angers)
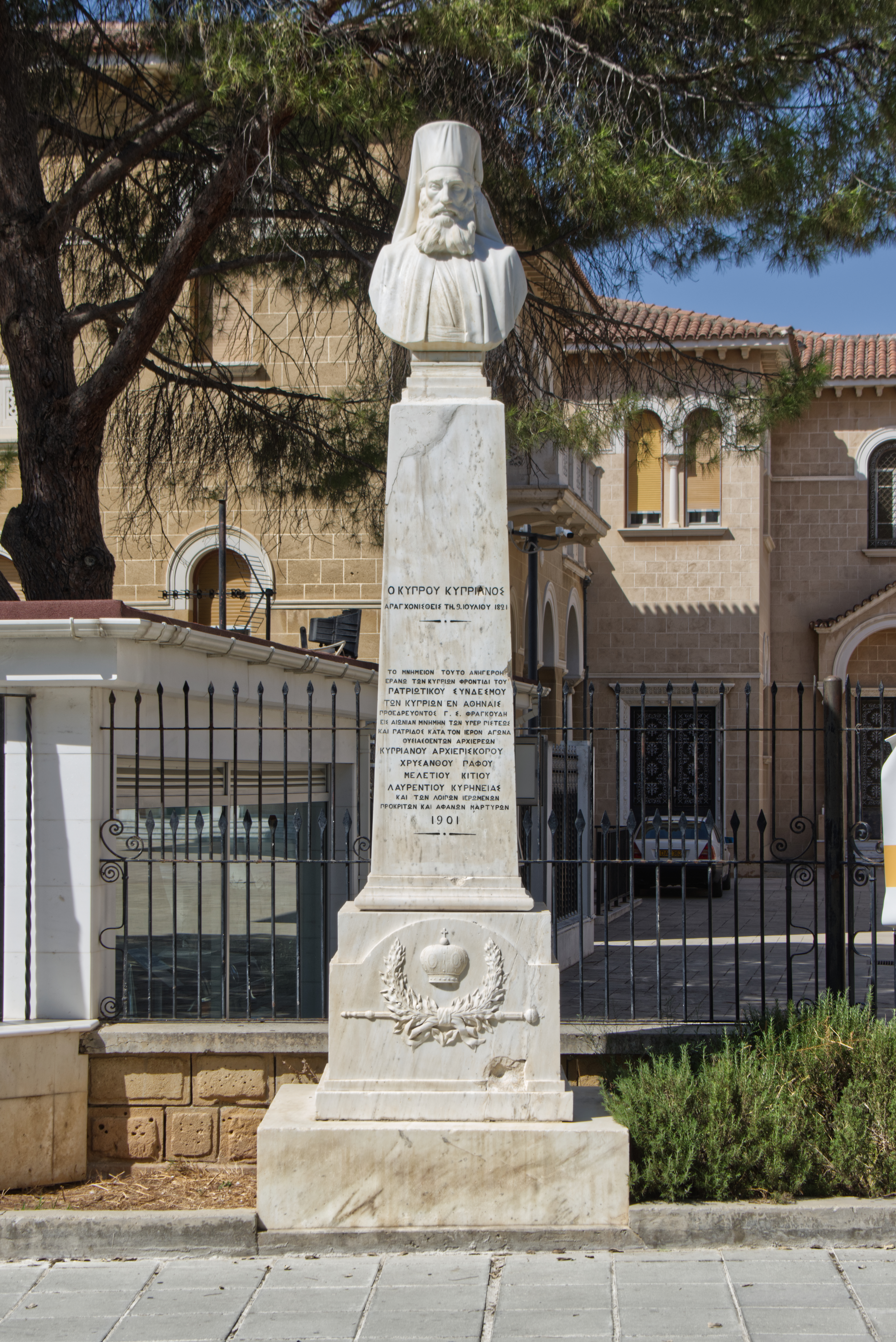
Buste de l'archevêque de Chypre Kyprianos à Nicosie
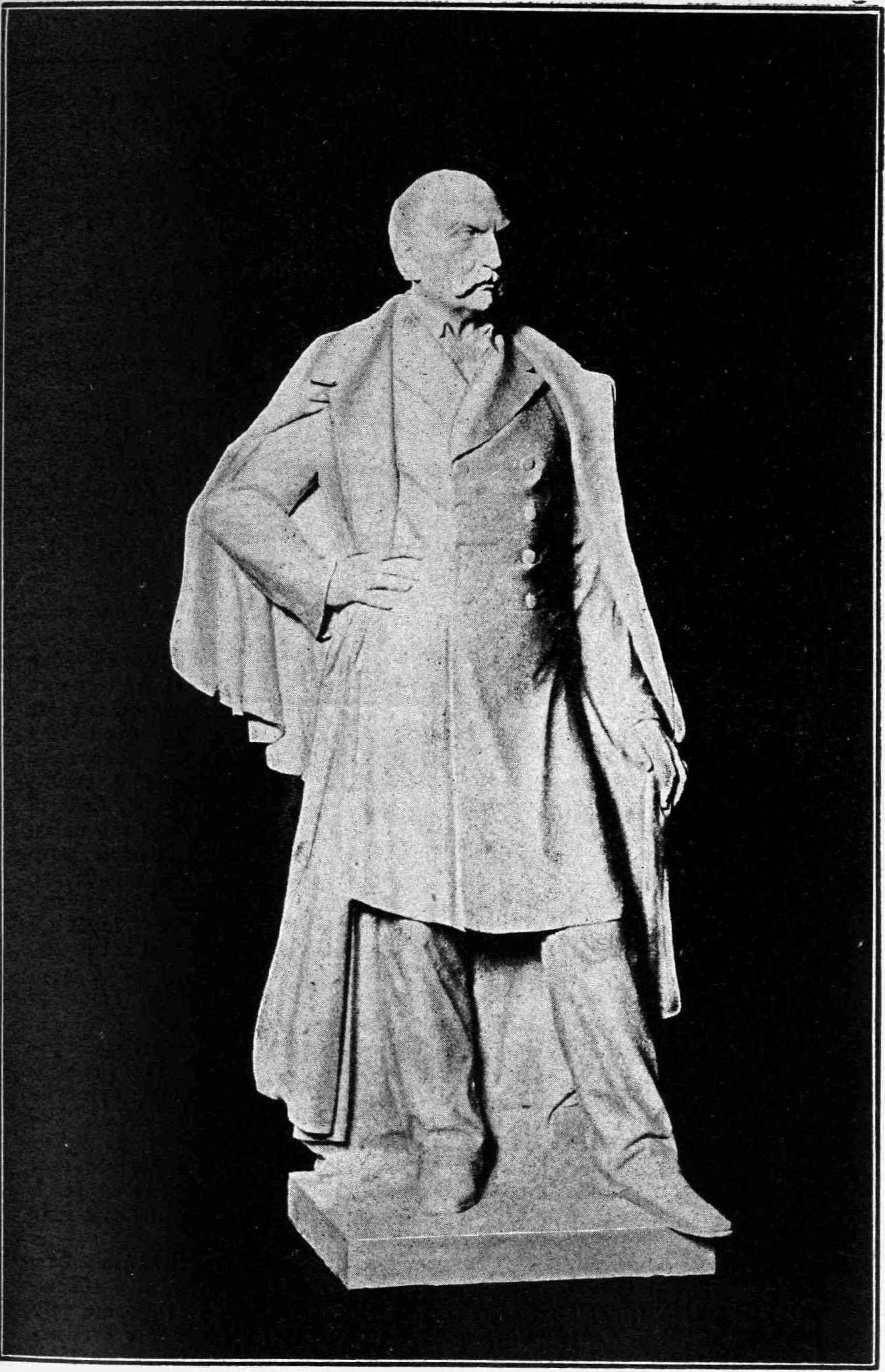
Panagiotis Ballanos
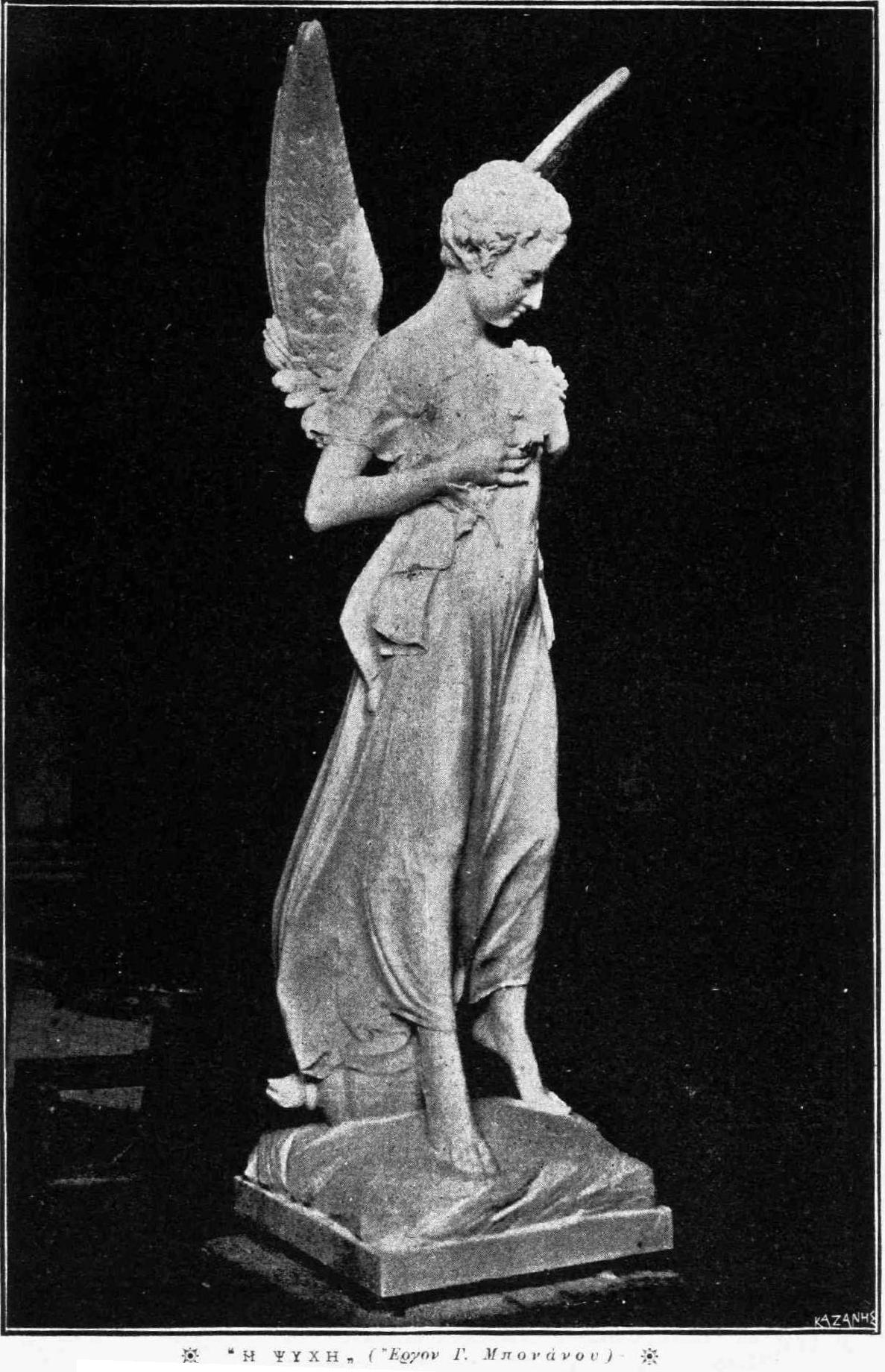
Psyché
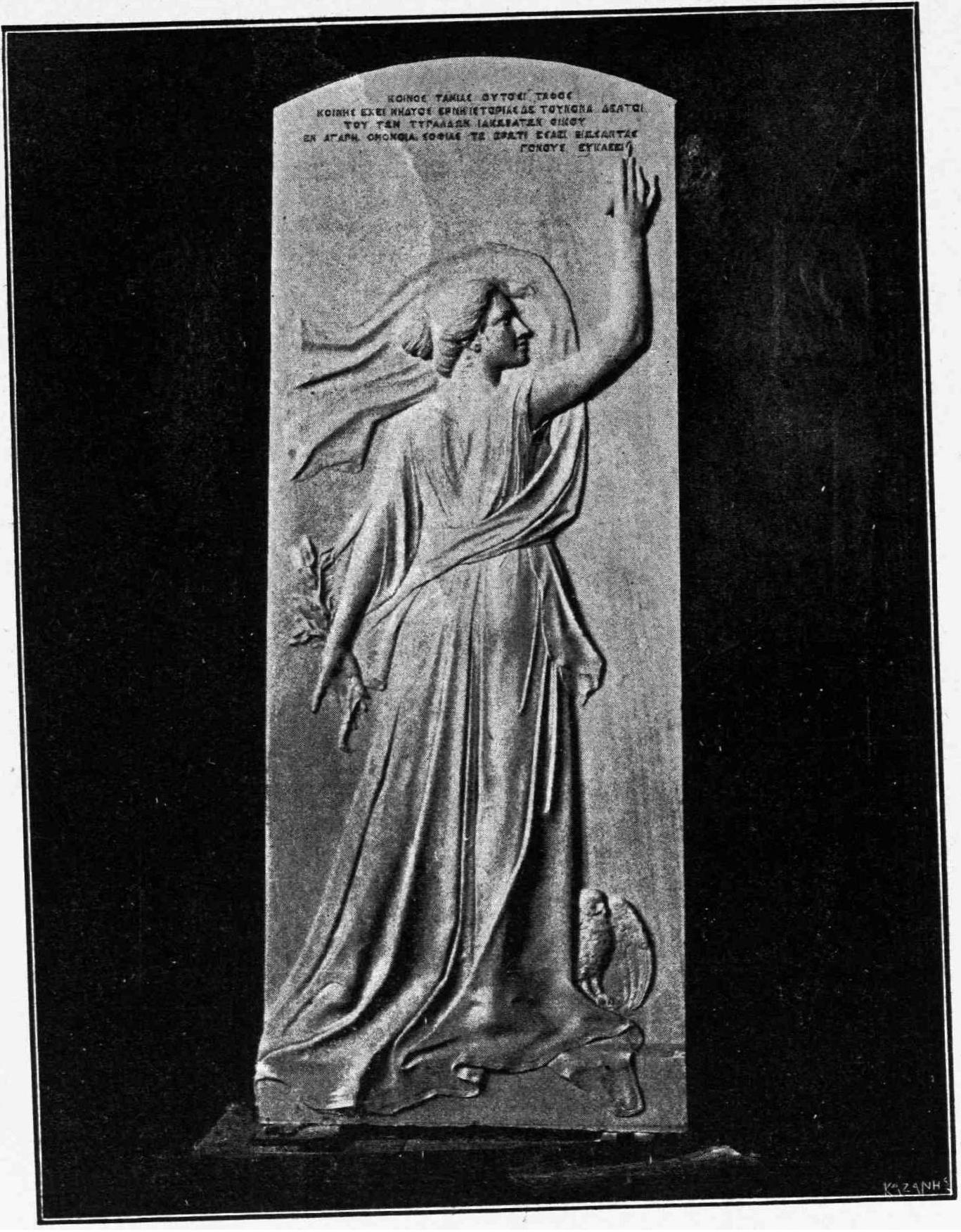
L'Histoire